# Rhyacophila tecta
Rhyacophila tecta är en nattsländeart som beskrevs av Morton 1900. Rhyacophila tecta ingår i släktet Rhyacophila och familjen rovnattsländor. Inga underarter finns listade i Catalogue of Life.